# Хиба Абук
Хиба Абук (арап. هبة أبوخريص بنسليمان; шп. Hiba Abouk; Мадрид, 30. октобар 1986) је шпанско–туниска глумица. Позната је по својим улогама у телевизијским серијама, посебно у Ел Принципе.

## Биографија
Рођена је у Мадриду 30. октобра 1986. године, као најмлађа од четворо браће и сестара. Родитељи су јој из Туниса, отац је био либијског порекла и имао је прадеду Рома. Њени родитељи су се настанили у Шпанији након што су емигрирали из Туниса. Хиба је обожаватељка фламенка. Похађала је Француски лицеј у Мадриду до осамнаесте године. Студирала је арапску филологију и дипломирала драму на RESAD-у.
Прва улога јој је била у епизоди El síndrome de Ulises 2008. године, а запаженост је остварила 2010. када је играла у телевизијској серији La isla de los nominados. Затим је глумила у Cheers, Срце океана, Ел Принципе (њена прва главна улога), Con el culo al aire и Madres.
Удала се за мароканског фудбалера Ашраф Хакими 2020. године, са којим има два сина. Марта 2023. је објавила њихов развод. Слави Рамазански бајрам. Говори пет језика: шпански, арапски, енглески, италијански и француски.

## Филмографија

### Филмови
| Година | Назив                 | Улога   | Напомена    |
| ------ | --------------------- | ------- | ----------- |
| 2012.  | Pegada a tu almohada  | Мариса  |             |
| 2014.  | Historias de Lavapiés | Рашида  |             |
| 2014.  | Terre brulee          | Хиба    | Кратак филм |
| 2017.  | Proyecto tiempo       | Алба    |             |
| 2019.  | Malek                 | Шоре    |             |
| 2020.  | Caribe: todo incluído | Алисија |             |
| 2021.  | Manos libres          | Лаура   | Кратак филм |

### Телевизија
| Година     | Назив                    | Улога                  | Напомена   |
| ---------- | ------------------------ | ---------------------- | ---------- |
| 2008.      | El Síndrome de Ulises    | Хиба                   | 1 епизода  |
| 2010.      | La isla de los nominados | Ева Лис                | 11 епизода |
| 2011.      | Cheers                   | Агата                  | 1 епизода  |
| 2012—2013. | Con el culo al aire      | Кандела Прието Сориано | 26 епизода |
| 2014.      | Срце океана              | Гуадалупе              | 6 епизода  |
| 2014—2016. | Ел Принципе              | Фатима Бен Барек       | 31 епизода |
| 2021.      | Madres. Amor y vida      | Ракел Гутијерез        | 8 епизода  |
| 2021.      | J'ai tué mon mari        | Лауре                  | 6 епизода  |